# Dighton (Kansas)
Dighton es una ciudad ubicada en el de condado de Lane en el estado estadounidense de Kansas. En el año 2010 tenía una población de 1038 habitantes y una densidad poblacional de 1.153,33 personas por km².

## Geografía
Dighton se encuentra ubicada en las coordenadas 38°28′53″N 100°27′54″O / 38.48139, -100.46500 (38.481506, -100.464893).

## Demografía
Según la Oficina del Censo en 2000 los ingresos medios por hogar en la localidad eran de $33,500 y los ingresos medios por familia eran $40,987. Los hombres tenían unos ingresos medios de $30,417 frente a los $19,464 para las mujeres. La renta per cápita para la localidad era de $19,232. Alrededor del 8.5% de la población estaban por debajo del umbral de pobreza.